# Banca Catalana
Banca Catalana fue una entidad financiera catalana creada en marzo de 1959 por Florenci Pujol Brugat, su hijo Jordi Pujol y su yerno Francesc Cabana i Vancells, con la compra de la Banca Dorca de Olot por un grupo de personas de sectores económicos diversos. En 1961 trasladó su central a Barcelona y cambió su nombre por el de Banca Catalana.
Tras la caída financiera que devino sobre la entidad en el llamado "caso Banca Catalana", el grupo pasó a formar parte de un consorcio de grandes bancos españoles en 1984. El Banco de Vizcaya se haría con su control un año después, y posteriormente pasaría a liquidar la empresa y la marca comercial, así como a integrar sus activos en el que a día de hoy es el BBVA.

## Historia

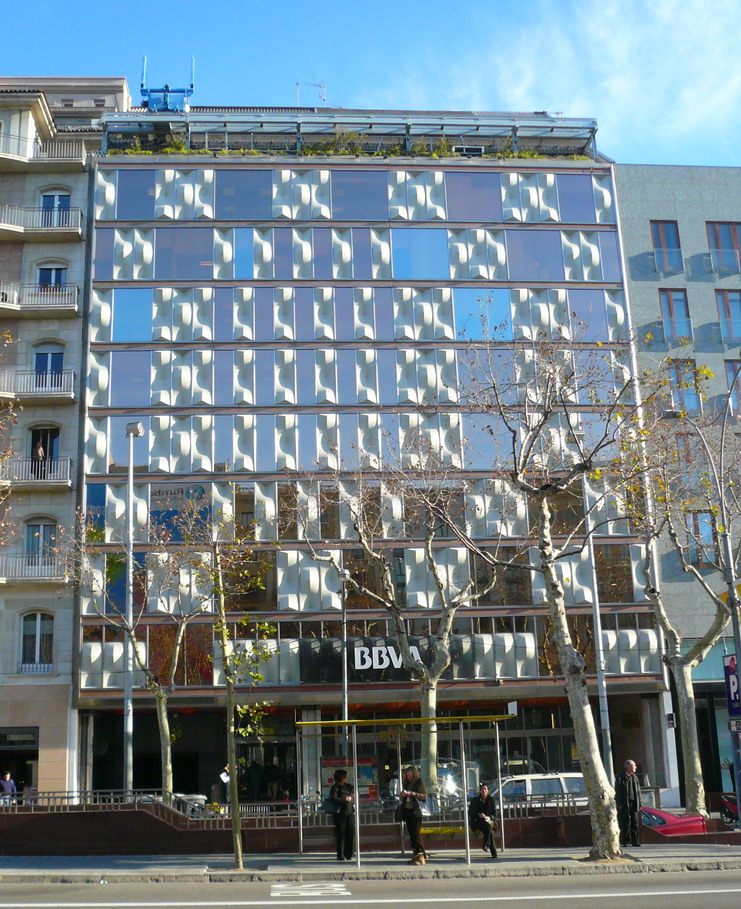
Antigua sucursal y sede de Banca Catalana en Barcelona, construida entre 1965 y 1968, según el proyecto de Josep Maria Fargas Falp y Enric Tous Carbó. Actualmente, el edificio y la oficina bancaria son propiedad de BBVA.

### Origen y expansión
Fundada en marzo de 1959 por Florenci Pujol Brugat, su hijo Jordi Pujol y Francesc Cabana i Vancells cuñado de Jordi Pujol, con la compra de la Banca Dorca de Olot por un grupo de personas de sectores económicos diversos. El consejo de administración fundador lo componían Maria Soley y Ruth Kischner entre otras personas, en representación de sus maridos. En 1961 trasladó su central a Barcelona y cambió su nombre por el de Banca Catalana. Gracias a la ley de Ordenación Bancaria, durante las décadas de 1960 y 1970 se expandió y abrió oficinas por toda Cataluña, las Islas Baleares, la Comunidad Valenciana, Madrid, Zaragoza, Bilbao y San Sebastián. Suele decirse que la entidad financió actividades catalanistas de todo tipo, incluso el fichaje de Johann Cruyff por el FC Barcelona en 1974.
En 1971 absorbió el Banco de Expansión Comercial de Capellades, y en 1980 el Banco Mercantil de Manresa y el Banco de Barcelona, al tiempo que integraba el Banco Industrial de Catalunya con carácter de socio mayoritario. Incluso, a petición del Banco de España, se hizo cargo del Banco de Gerona (1975) y del Banco Industrial del Mediterráneo (1979), que atravesaban dificultades. Entre 1974 y 1976 repartió 516 millones de pesetas en dividendos, pese a que tenía un déficit de 11.086 millones, y se realizaron algunas inversiones sobre las que posteriormente se detectaron irregularidades (como la de Montigalà, en Badalona).
En 1981 era el décimo grupo bancario español y el primer grupo bancario catalán, con unos depósitos de 262.226 millones de pesetas, una red de 352 oficinas y 5.226 empleados. Mantenía posiciones de control sobre el Banco de Alicante y el Banco de crédito e Inversiones y tenía delegaciones en Londres, París y México.

### Caso Banca Catalana
En 1982 entró en crisis cuando un falso anuncio de suspensión de pagos provocó la salida del 38% de los depósitos de la mayor parte de entidades financieras catalanas. Los primeros intentos de solución fracasaron, y como el Banco había sido fundado por la familia Pujol y uno de los directivos de los años setenta fue el entonces presidente de la Generalidad de Cataluña, Jordi Pujol i Soley, el caso cobró connotaciones políticas. El Banco de España nombró tres administradores en noviembre de 1982 que detectaron un fuerte desequilibrio patrimonial y que promovieron la reducción del capital y una fuerte ampliación para revitalizar la entidad en noviembre de 1982. La ampliación fue cubierta por el Fondo de garantía de depósitos (España).
En 1983 el grupo fue traspasado a un consorcio formado por toda la gran banca española, de manera que en 1984 el Banco de Vizcaya se hizo con el 89% de las acciones de Banca Catalana y con el control del Banco Industrial del Mediterráneo, Banco de Barcelona y el Banco Industrial de Cataluña. En mayo de 1984 Jordi Pujol fue incluido en la querella presentada por la Fiscalía General del Estado, dirigida por Carlos Jiménez Villarejo, contra los exdirectivos de la entidad, y fue objeto también de duros ataques en los artículos de Alfons Quintà en el diario El País. En octubre de 1984 el magistrado Ignacio de Lecea tomó declaración a Pujol durante dos horas y media en su residencia oficial de la Casa dels Canonges, trámite en el que también estuvieron presentes el fiscal Carlos Jiménez Villarejo y José María Mena, y los abogados defensores Joan Piqué Vidal y Juan Córdoba Roda. 
El juez dio por concluida la instrucción del sumario en mayo de 1986, después de haber recopilado más de 3.000 folios en nueve volúmenes, que se complementaban con cerca de 65.000 folios de documentación. Un mes después, los fiscales Mena y Villarejo presentaban la petición de procesamiento de los 18 exconsejeros del banco, entre ellos Pujol, por presuntos delitos de apropiación indebida, falsedad en documento público y mercantil y maquinación para alterar el precio de las cosas. Sin embargo, en noviembre de 1986, reunido el pleno de la Audiencia de Barcelona para decidir sobre esta petición, 33 magistrados votaron en contra de procesar a Pujol al estimar que no había indicios racionales de criminalidad en su actuación como vicepresidente ejecutivo de Banca Catalana, mientras que 8 jueces se pronunciaron a favor del procesamiento. La instrucción del caso continuó para el resto de acusados, pero en marzo de 1990 la Audiencia de Barcelona decretó el sobreseimiento definitivo del sumario contra los antiguos consejeros al no encontrar indicios suficientes de delito, aunque consideró que se pudo llevar a cabo una gestión imprudente e incluso desastrosa.
Los implicados en la querella fueron Jordi Pujol, Jaume Carner i Suñol, Raimon Carrasco, Francesc Cabana i Vancells, Andreu Ribera i Rovira, Oleguer Soldevila Godó, Víctor Sagi i Vallmitjana, Josep Lluís Vilaseca i Guasch, Joan Baptista Cendrós i Carbonell, Joan Martí i Mercadal, Martí Rosell Ballester, Manuel Ingla Torra, Delfi Mateu i Sayos, Francesc Constans Ros, Esteve Renom Pulit, Joan Casablancas i Bertran, Salvador Casanovas i Martí, Antoni de Moragas i Gallissá, Joan Millet Tusell, Ramón Miquet Ballart, Lluís Montserrat Navarro, Ferran Aleu Pascual, Antoni Armengol Arnau, Pere Messeguer Miranda y Ramón Monforte i Navalón.

### El fin de la entidad
En 1988 pasó a formar parte del grupo Banco Bilbao Vizcaya (BBV), desde 2000 Banco Bilbao Vizcaya Argentaria. Ese año el grupo decidió la absorción total de Banca Catalana, eliminando la denominación y todos los signos externos.

## En la cultura
- Amat, Jordi (2020). El hijo del chófer. Tusquets Editores. ISBN 978-84-9066-871-9.